# آل رادجيفي
آل رادجيفِي أو عائلة رادجيفِي (بالبولندية: Radziwiłł) (
تُلفظ بالبولندية: ‎[raˈd͡ʑiviww]‏؛ (بالليتوانية: Radvila)‏؛ (بالبيلاروسية: Радзівіл, Radzivił)؛ (بالألمانية: Radziwill)‏) كانت عائلة ذات وزن وذات نفوذ نشأت من دوقية ليتوانيا الكبرى ولاحقًا تاج مملكة بولندا.
تأسست العائلة على يد رادفيلا أستيكاس، لكنها انقسمت بمرور الوقت إلى العديد من الفروع، مثل سلالة بيرزاي-دوبِنجاي وغونيادز-ميتلياي. ومع ذلك، انقرضت معظم الفروع بحلول القرن الثامن عشر، مع بقاء سلالة نيزفيش-كليك-أولكا فقط حتى يومنا هذا. كان أحفادهم بارزين للغاية لقرون، أولاً في دوقية ليتوانيا الكبرى، ثم في الكومنولث البولندي الليتواني ومملكة بروسيا. خرج من رحم العائلة العديد من الأفراد البارزين في التاريخ والثقافة الليتوانية والبولندية والبيلاروسية والألمانية وكذلك الثقافة الأوروبية العامة. تلقت عائلة رادجيفِي لقب رايخسفوخست (أمير) من الإمبراطور الروماني المقدس في منتصف القرن السادس عشر.
يُعد مجمع قلعة نزفيزه، الذي احتفظت به العائلة بين القرن السادس عشر و1939، أحد مواقع التراث العالمي لليونسكو.

## الاسم والأصل

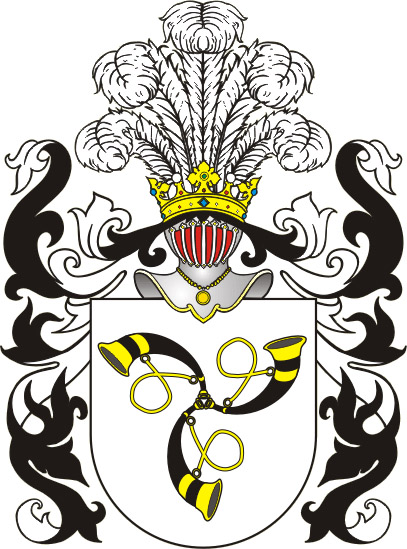
شعار ترابي، مُنح لعائلة كريستيناس أستيكاس عام 1413

عائلة رادجيفي هي فرع ينحدر مباشرة من سلالة أسيتكاي النبيلة الليتوانية المنقرضة. أصبح أول عضو بارز فيها، كريستيناس أستيكاس (مواليد 1363)، زميل مقرب للحاكم الليتواني فيتوتاس، كاستيلان من فيلنيوس. نشأ الاسم العائلي رادفيلا بعد استخدامه من قبل ابنه رادفيلا أستيكاس وحفيده ميكالوجوس رادفيلا. تربطه نسخة أسطورية من أصل اسم العائلة بطفل تربى على براثن الذئاب (رادو فيلكو). تمت كتابة الاسم بشكل أساسي وتم التعرف عليه من خلال النسخة المنقطة لعدة قرون.
تنحدر العائلة من حاشية الباجوراي الدوقية الليتوانية الذين تقدموا بشكل كبير في سياسات القرن الخامس عشر لدوقية ليتوانيا الكبرى. إلى جانب ممتلكات الأرض بالقرب من كيرنافي، المكان الأصلي للعائلة، ورثت عائلة رادجيفي أيضًا شعار النبالة ترابي.
ذهب ثلاثة من أبناء ميكالوجوس، ميكوواج، وجان، وجيرزي، ليصبحوا أسلاف سلالات عائلة رادجيفي الثلاثة المعروفة.
تقسيم عائلة رادجيفِي حسب الفرع:
- فرع غونيدز - ميتلياي
- فرع بيرواي - دوبينغاي
- فرع نسفيزه - كليك (كلتسك) - أوليكا

انقرضت سلالة غونيدز-ميتلياي من قبل الجيل التالي حيث تألف أحفاد ميكوواج من وريث ذكر واحد، ميكوواج الثالث، دخل الكهنوت وأصبح أسقف ساموجيتا، وبالتالي لم يحمل أي ذرية معروفة لتمديد الخط.
كان فرع بيرواي-دوبينغاي أكثر نجاحًا إلى حد ما وخرج من رحمه بعض المسؤولين والسياسيين البارزين في الدولة، ولكنه انقرض أيضًا بعد وفاة لودويكا كارولينا رادجيفي في عام 1695.

القلاع السكنية لعائلة Radziwi
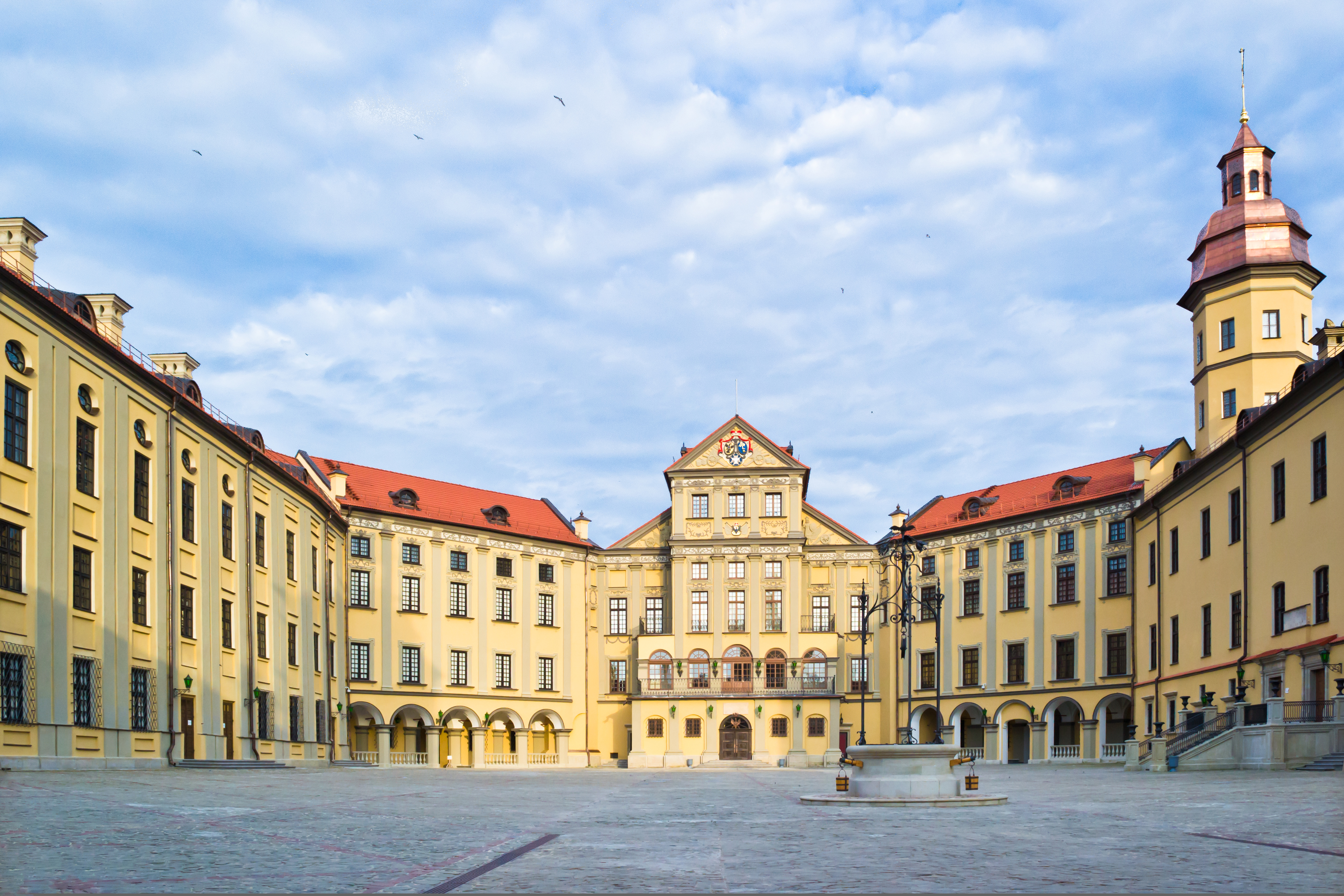
قلعة نيزفيج (Nieświe)
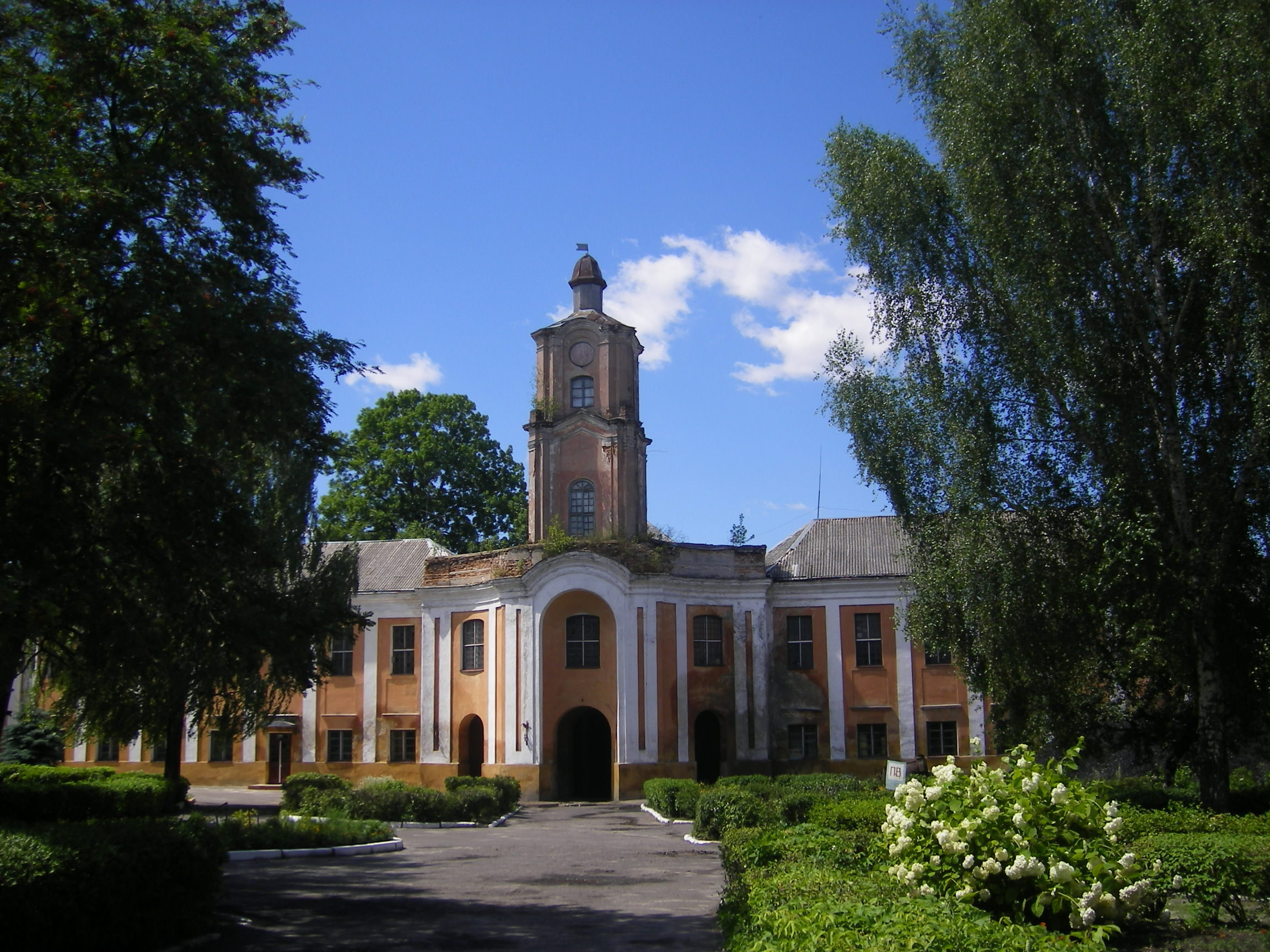
قلعة أوليكا  [لغات أخرى]‏
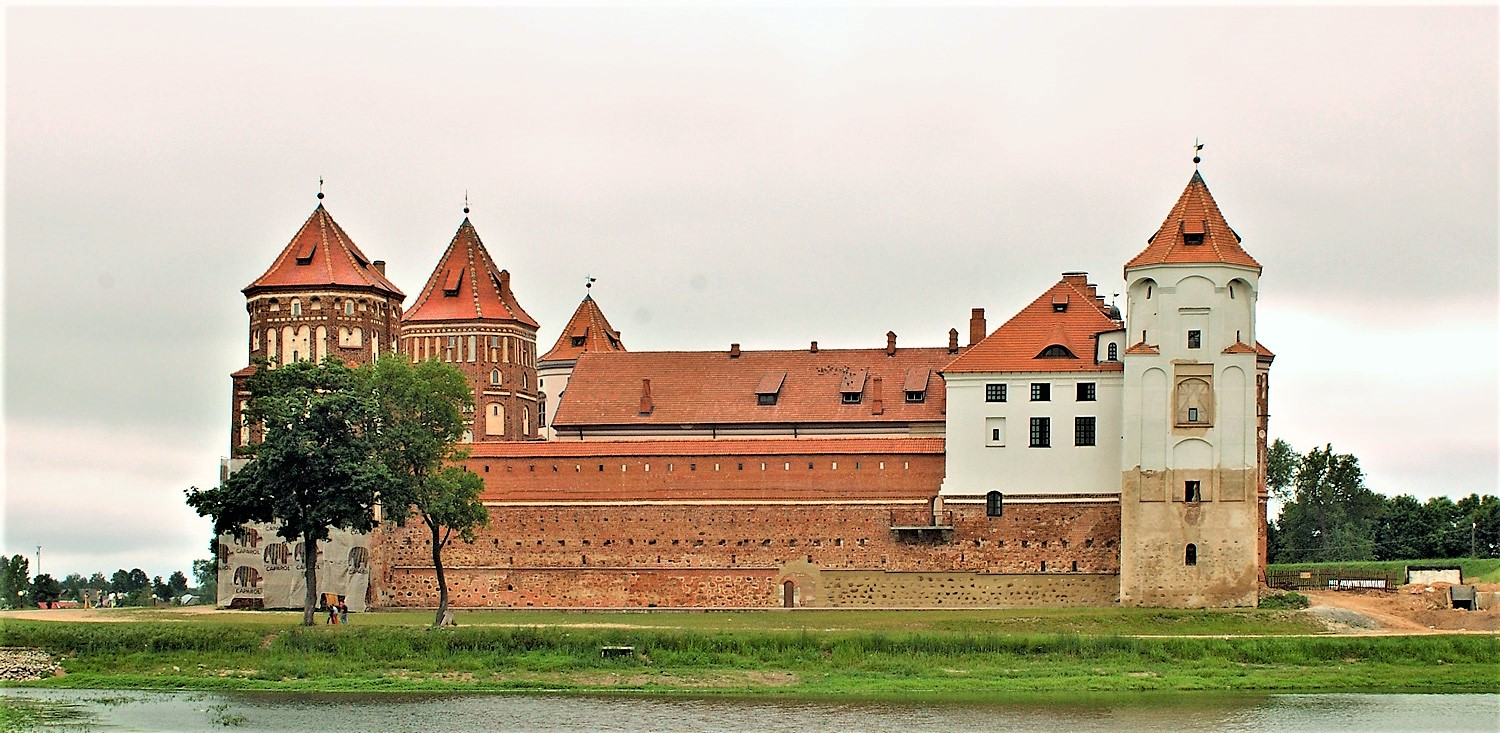
قلعة مير
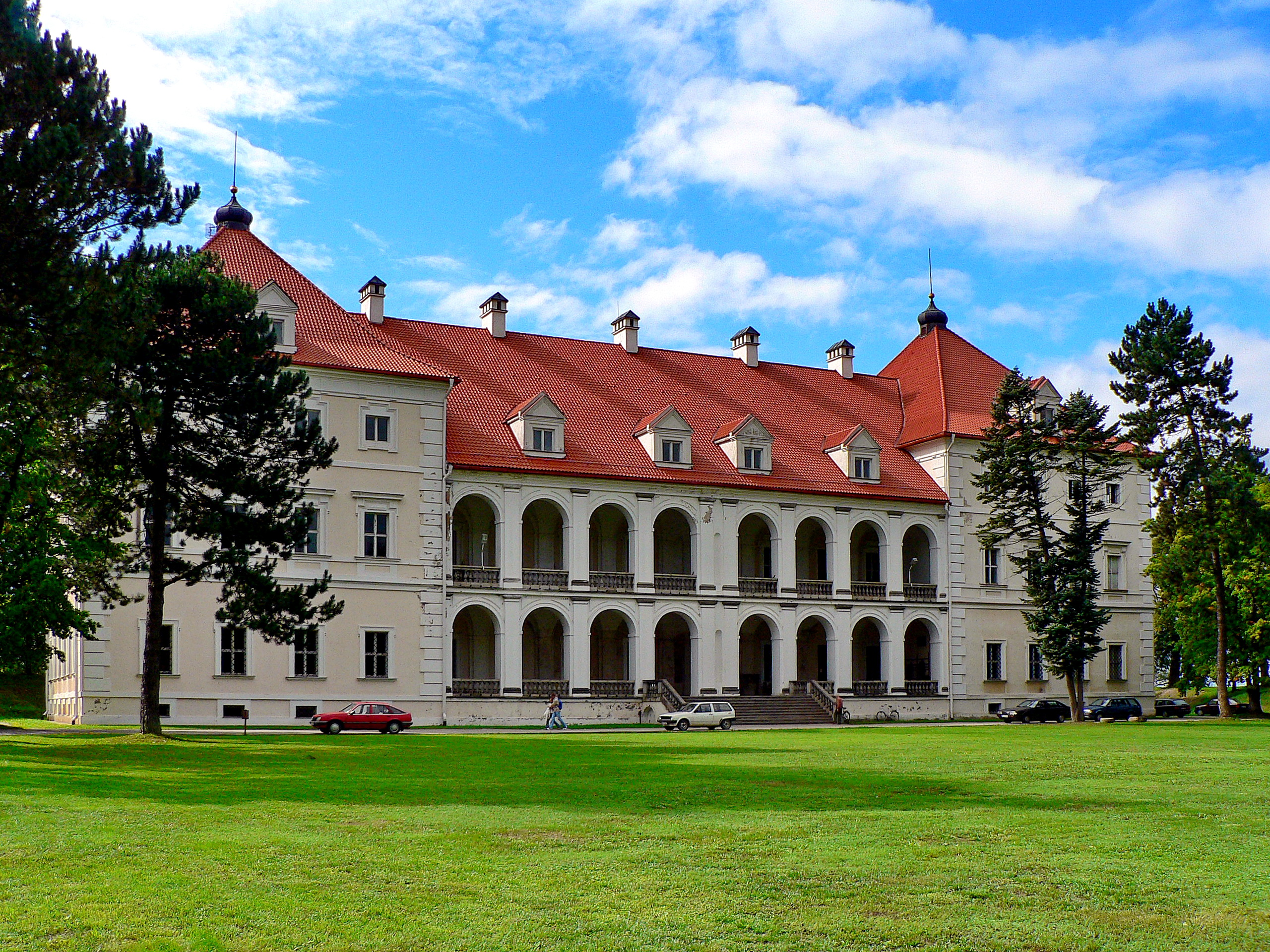
قلعة بيرواي
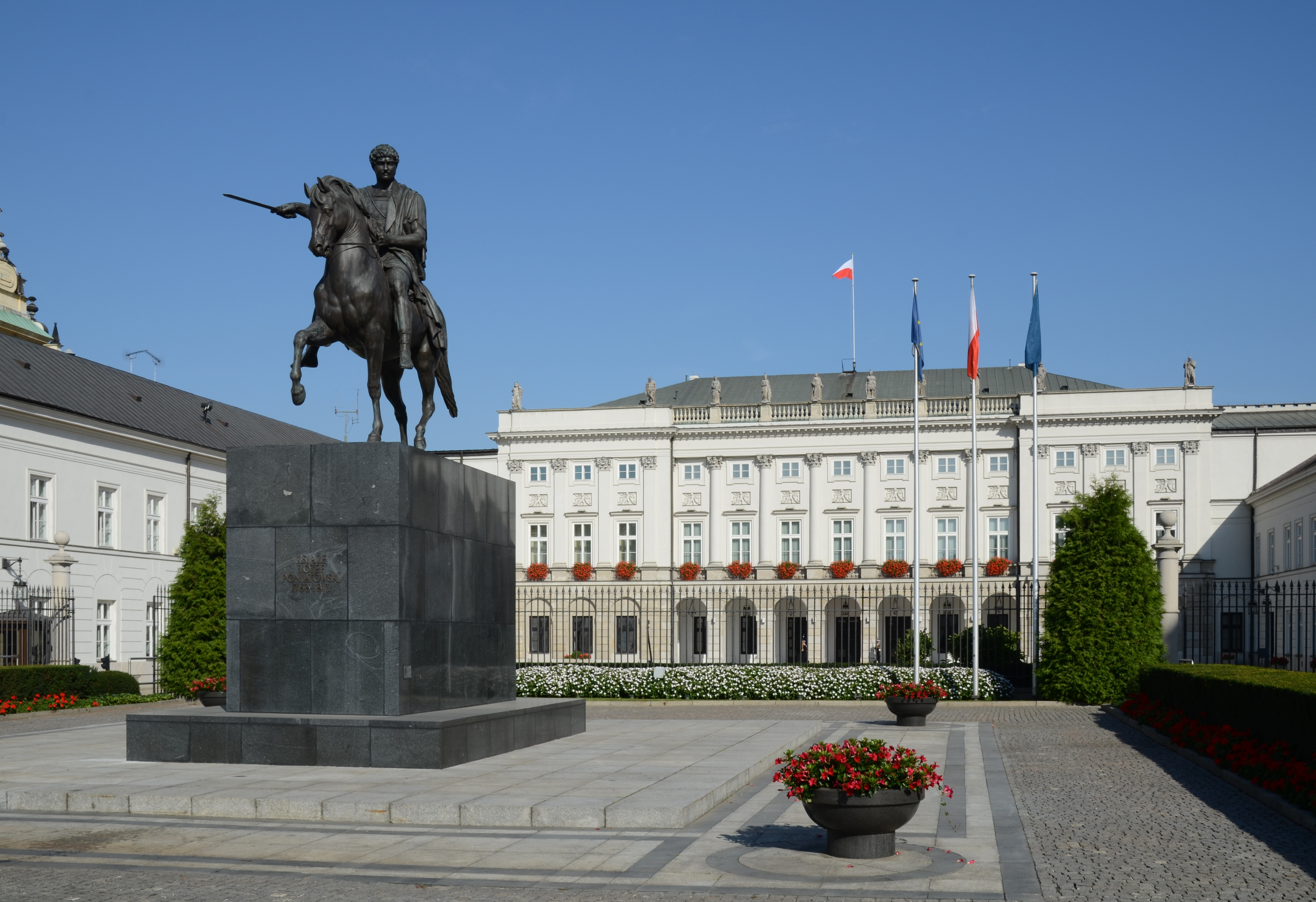
قصر رادجيفي في وارسو  [لغات أخرى]‏
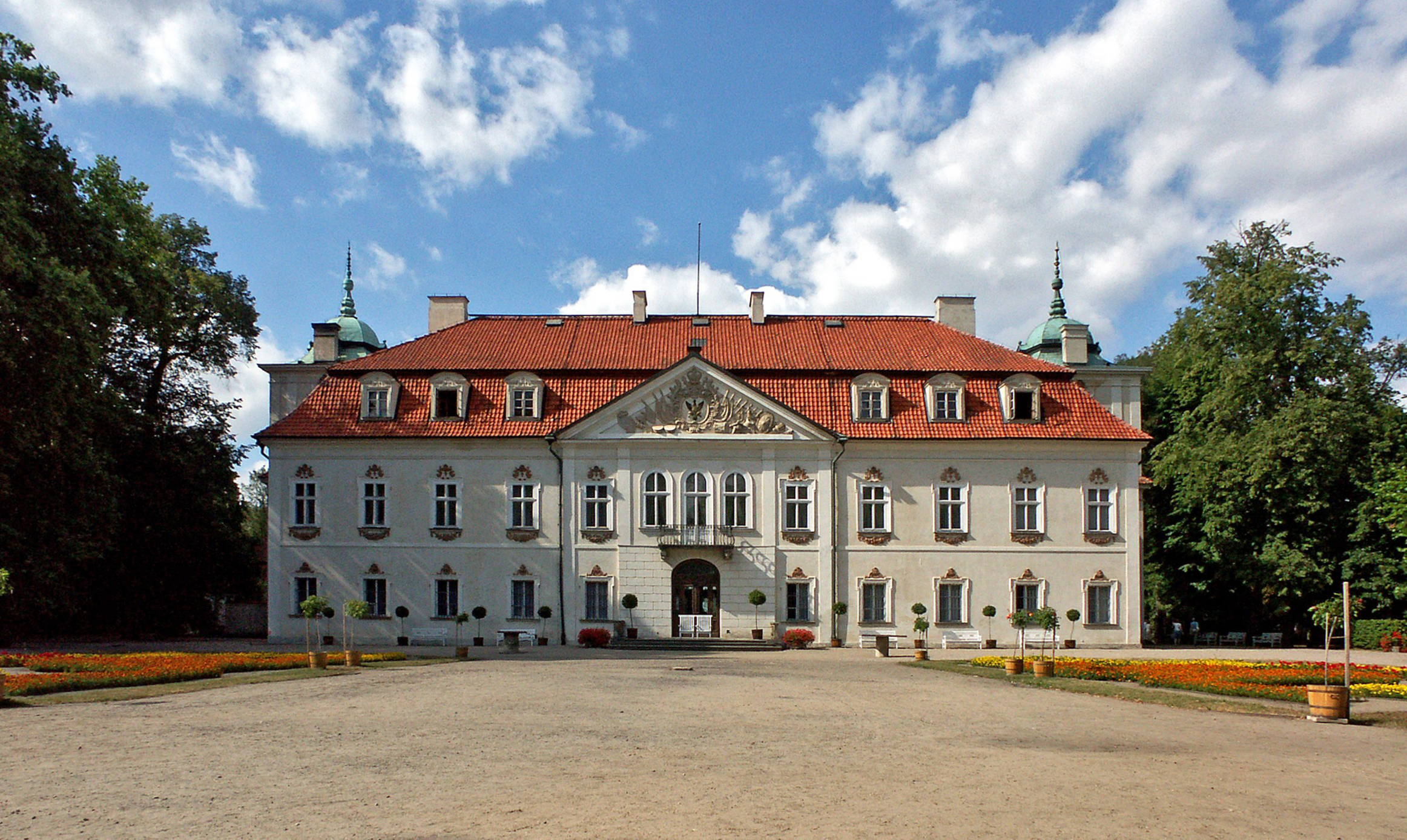
قصر نيبورو  [لغات أخرى]‏

## صور

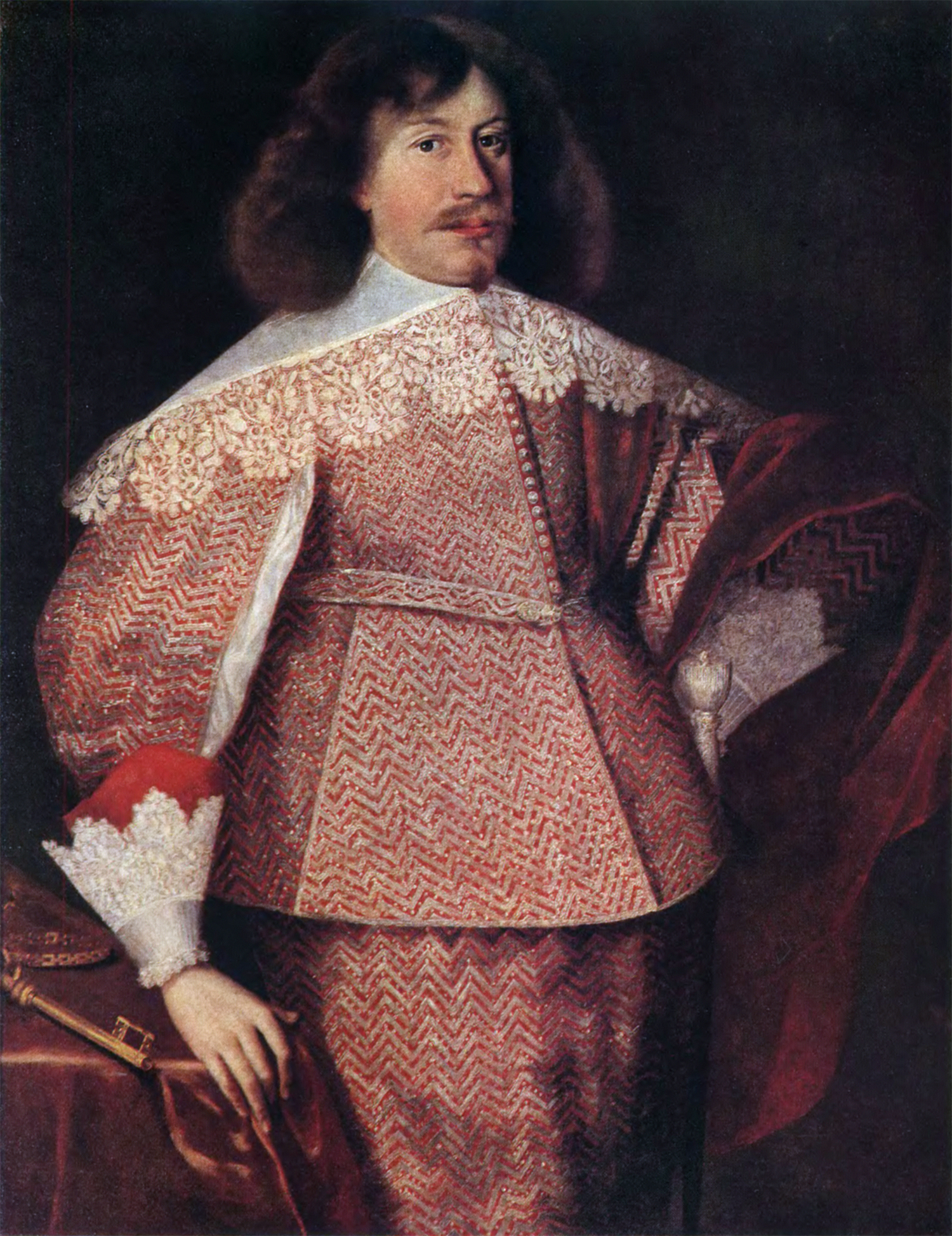
يانوش
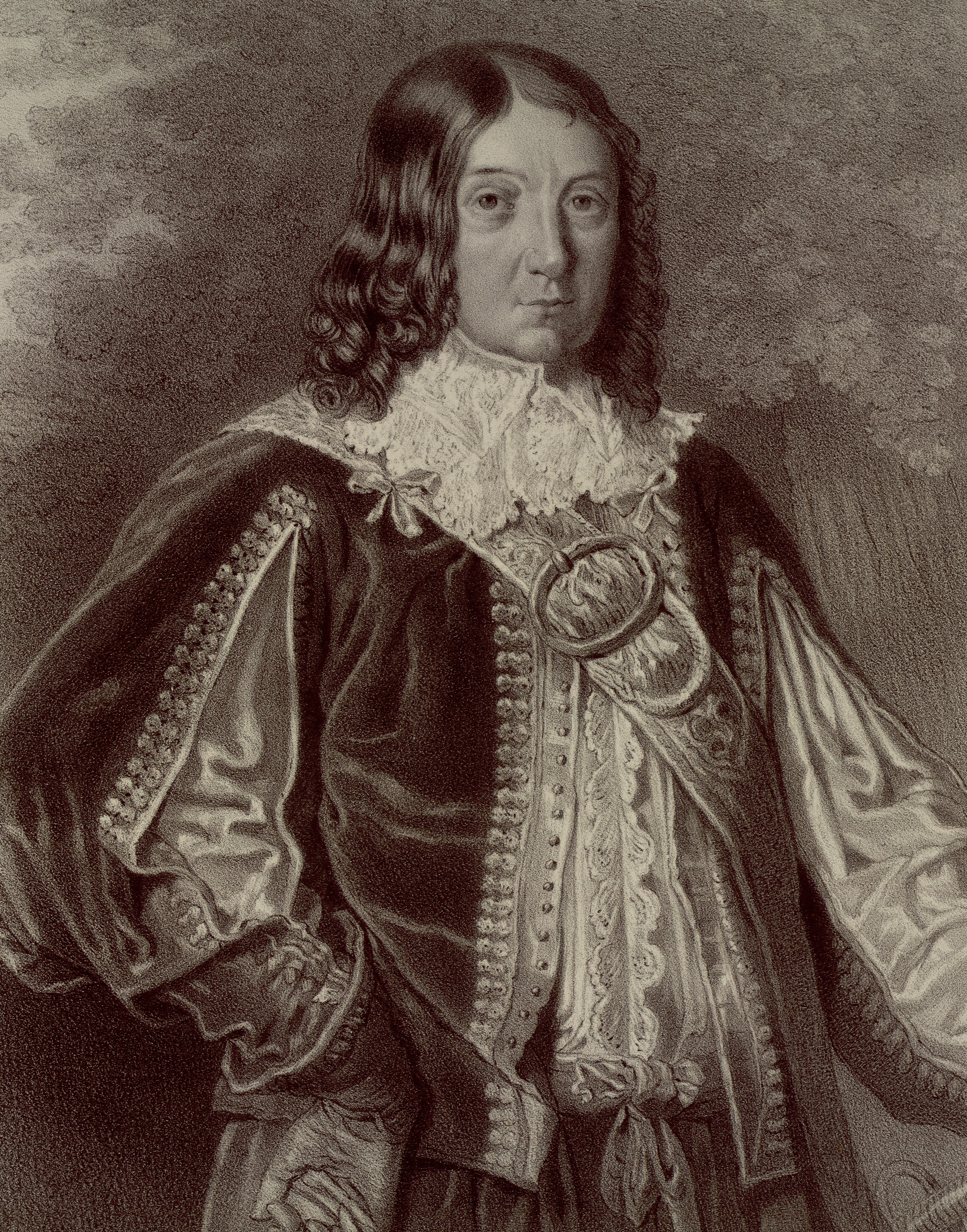
ميشال كازيميرز  [لغات أخرى]‏
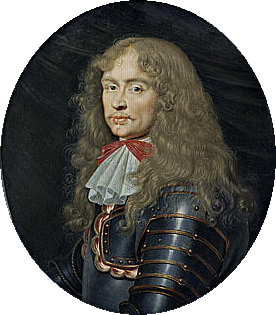
Bogusław